# Пенгу, Гвидо
Гвидо Вильгельмович (Васильевич) Пенгу (нем. Guido Reinhold Engelbert Fletnitzer Pingoud; 1851—1914/1915) — генерал-суперинтендент и вице-председатель Петербургской евангелическо-лютеранской консистории.

## Биография
Родился в Бессарабии в семье пастора Франца Вильгельма Пенгу и Луизы Фредерики Доротеи Флетницер. Изучал богословие в Дерпте, Лейпциге, Эрлангене и Гёттингене. В 1875 году сдал консисторский экзамен в Ревеле и служил в Петербурге, адъюнктом у пастора Карла Мазинга в церкви Святого Михаила. В 1878 году был рукоположен в пасторы и, став преемником скончавшегося пастора Мазинга, служил в приходе михайловской церкви до самой своей смерти.
С 1892 года был генерал-суперинтендантом Петербургского консисториального округа, с 1893 года — вице-президент Санкт-Петербургской евангелическо-лютеранской консистории (Б. Конюшенная, 6). 
Был женат на Эмилии Марии Сеземан (Sesemann). В этом браке у него родилось пять детей.
Помимо пасторского служения, он занимался публицистикой, в частности написал книгу об истории прихода церкви Святого Михаила; был редактором двухтомника о лютеранских общинах в России. Был также членом Богословского общества в Дерпте.
За заслуги перед государством был награждён орденами Св. Анны 2-й степени, Св. Владимира 4-й и 3-й степеней. В 1905 году был пожалован в потомственные дворяне.
Умер 30 декабря 1914 (12 января 1915) года. Похоронен на Смоленском лютеранском кладбище, могила не сохранилась.